# Сан-Мартін-і-Мудріан
Сан-Мартін-і-Мудріан (ісп. San Martín y Mudrián) — муніципалітет в Іспанії, у складі автономної спільноти Кастилія-і-Леон, у провінції Сеговія. Населення — 282 особи (2010).
Муніципалітет розташований на відстані близько 100 км на північний захід від Мадрида, 34 км на північний захід від Сеговії.
На території муніципалітету розташовані такі населені пункти: (дані про населення за 2010 рік)
- Мудріан: 264 особи
- Сан-Мартін: 18 осіб

## Демографія
Динаміка населення (INE ):